# Переулок Матюшенко
Переулок Матюше́нко — один из небольших проездов в Невском районе Санкт-Петербурга. Переулок идёт от реки Невы и проспекта Обуховской Обороны вглубь городской застройки до Сомова переулка. К северу переулка прилегает Ломоносовский сад, на участке от проспекта Обуховской Обороны до улицы Бабушкина переулок разрезает Виноградовский сквер.

## Название
Переулок назван в честь А. Н. Матюшенко, одного из руководителей восстания на броненосце «Потёмкин». Присвоение названия состоялось 23 июля 1939 года.

## История
Проезд возник в начале XX века; первоначально он шёл от Шлиссельбургского тракта до Прямого проспекта. С 1912 года он назывался Школьный переулок, по находившейся на нём школе Женского Патриотического института. В 1915 году он был переименован в Патриотический переулок; это было сделано с целью укрепления патриотизма среди городских рабочих, однако в 1923 году переулку возвратили прежнее название. В начале 1920-х годов переулок был продлён до Кладбищенской улицы (улица Бабушкина).
23 июля 1939 года переулку присвоено современное название. Переименование связано с днём Военно-Морского флота и было сделано в ходе кампании по уничтожению одноимённых улиц в Ленинграде. После войны переулок был продлён в западном направлении и выведен углом на улицу Полярников. 2 июля 1998 года из состава переулка был выведен Сомов переулок, перпендикулярный его основной части.

## Объекты городской среды
| Список объектов по переулку Матюшенко  | Список объектов по переулку Матюшенко                                       | Список объектов по переулку Матюшенко          | Список объектов по переулку Матюшенко | Список объектов по переулку Матюшенко | Список объектов по переулку Матюшенко |
| Номер дома                             | Описание                                                                    | Архитектор                                     | Постройка                             | Иллюстрация                           | Координаты                            |
| -------------------------------------- | --------------------------------------------------------------------------- | ---------------------------------------------- | ------------------------------------- | ------------------------------------- | ------------------------------------- |
| До № 1                                 | река Нева                                                                   | река Нева                                      | река Нева                             | река Нева                             | река Нева                             |
| До № 1                                 | проспект Обуховской Обороны                                                 |                                                |                                       |                                       |                                       |
| № 2 / проспект Обуховской Обороны, 163 | Здание исполкома Невского райсовета (сейчас — Администрация Невского района | И. И. Фомин, Е. А. Левинсон, Г. Е. Гедике)     | 1940                                  |                                       | 59°52′41″ с. ш. 30°26′53″ в. д.       |
| За № 3 / улица Бабушкина, 40           | Кинотеатр «Спутник»                                                         |                                                |                                       |                                       | 59°52′40″ с. ш. 30°26′35″ в. д.       |
| За № 3                                 | улица Бабушкина                                                             | улица Бабушкина                                | улица Бабушкина                       | улица Бабушкина                       | улица Бабушкина                       |
| За № 3 / улица Бабушкина, 67           | Станция метро Ломоносовская                                                 | А. С. Гецкин, В. П. Шувалова, Г. Д. Булаевская | 21 декабря 1970                       | Вид с улицы Бабушкина                 | 59°52′38″ с. ш. 30°26′30″ в. д.       |
| За № 3                                 | Ломоносовский сад                                                           |                                                |                                       | Ломоносовский сад                     | 59°52′38″ с. ш. 30°26′23″ в. д.       |
| За № 3                                 | Сомов переулок                                                              |                                                |                                       |                                       |                                       |